# Chaplin banditou
Chaplin banditou (v anglickém originále Her Friend the Bandit) je americký komediální němý film z roku 1914. Film vyrobilo studio Keystone Studios a režíroval ho Charlie Chaplin. Jedná se o jediný Chaplinův film, který se považuje za ztracený.

## Obsazení
| Charlie Chaplin | bandita       |
| Mabel Normand   | Madam DeRocks |
| Charles Murray  | Gróf DeBeans  |